# Itapiranga (Santa Catarina)
Itapiranga is een gemeente in de Braziliaanse deelstaat Santa Catarina. De gemeente telt 16.015 inwoners (schatting 2009).

## Aangrenzende gemeenten
De gemeente grenst aan Mondaí, São João do Oeste, Tunápolis, Barra do Guarita (RS), Caiçara (RS), Derrubadas (RS) en Pinheirinho do Vale (RS).  

### Landsgrens
En met als landsgrens aan de gemeente San Pedro in het departement San Pedro in de provincie Misiones met het buurland Argentinië.